# TRIUMPH (戯曲)
『TRIUMPH』（トライアンフ）は、2008年に公演された演劇作品。脚本・演出を小林賢太郎が手がける小林賢太郎プロデュース公演（KKP）#006。音楽は田中知之が担当。

## あらすじ
可もなく不可もない空っぽの青年カフカ（夏歩香）は、ある日、謎の男によって近所の不思議な屋敷につれてこられた。そこでカフカは謎の男=魔法使いの執事とメイドから、あと3日で｢消える｣運命にある自分たちの主人に代わって新たな魔法使いになってほしいと頼まれる。

## 出演
- カフカ：小林賢太郎
- 執事：犬飼若浩
- メイド：森谷ふみ
- ウィザード・トライアンフ：YUSHI

## 公演
- 東京公演　2008年8月23日〜9月3日　本多劇場
- 神戸公演　2008年9月11日〜9月15日　新神戸オリエンタル劇場
- 広島公演　2008年9月18日〜9月19日　アステールプラザ
- 福岡公演　2008年9月26日〜9月28日　大野城まどかぴあ
- 札幌公演　2008年10月2日〜10月4日　かでるホール